# Neurotmeta viridis
Neurotmeta viridis är en insektsart som först beskrevs av Walker 1851.  Neurotmeta viridis ingår i släktet Neurotmeta och familjen Tropiduchidae. Inga underarter finns listade i Catalogue of Life.